# Samuel Mensiro
Samuel Mensiro, tidigare Mensah, född den 19 maj 1989, är en ghanansk fotbollsspelare som spelar för IFK Östersund.
Under 2016 bytte Samuel Mensiro efternamn från Mensah till Mensiro.

## Karriär
Samuel Mensiro kom till Östersunds FK sommaren 2011, och blev snabbt en av lagets stöttepelare med sitt resoluta och stabila spel. Mensiro hann med att göra 58 matcher för Östersunds FK innan han lämnade för ÖSK.
Den 19 november 2013 presenterades Samuel Mensiro som ny ÖSK-spelare genom klubbens officiella hemsida. Kontraktet skrevs på två år.
I november 2015 blev Mensiro klar för en återkomst i Östersunds FK, där han skrev på ett tvåårskontrakt. I oktober 2020 förlängde Mensiro sitt kontrakt med tre år. I augusti 2023 gick han till division 2-klubben IFK Östersund.